# Clemens August von Schall
Clemens August Freiherr von Schall zu Bell, der Ältere (* 11. Dezember 1748; † 6. Februar 1814 in Königswinter) war ein deutscher Offizier, Politiker, Musiker, Schriftsteller und Freund des jungen Beethoven.

## Leben
Clemens August von Schall entstammt dem alten Adelsgeschlecht Schall-Riaucour. Seine Eltern waren Clemens August Maria Freiherr von Schall zu Bell und Flerzheim (* 1722; † vor 1762) und dessen erste Frau Sophia Theresia von Hatzfeld-Wildenburg. Anstelle seines inzwischen verstorbenen Vaters wurde er am 16. Januar 1762 von Kurfürst Maximilian Friedrich mit der Burg Morenhoven „samt Zubehör“ belehnt. 1769 wurde ihm noch der Titel eines Kämmerer des kurfürstlichen Hofes verliehen. In den 1780er Jahren war er Hauptmann im Kleist’schen Infanterie-Regiment.
1781 trat er der Bonner Minervalkirche Stagira bei, einer bis 1785 bestehenden Vereinigung des Illuminatenordens, und erhielt den Ordensnamen „Anaxagoros“. Unter dem Kürzel „Anxgr. Stgrs.“ veröffentlichte er auch mehrere Aufsätze politischen Inhalts in der Illuminatenzeitschrift Beiträge zur Ausbreitung nützlicher Kenntnisse. Zu den Mitgliedern des Ordens gehörte auch der Komponist Christian Gottlob Neefe, der ihn 1783 als guten Musiker beschreibt:

„Herr Kammerherr und Hauptmann von Schall, spielt Clavier und Geige. Ob er schon auf beyden Instrumenten nicht stark ist, so hat er doch ein sehr richtiges musicalisches Gefühl. Er weiß die wahren Schönheiten einer Composition zu empfinden und zu beurtheilen, und hat viel historisch-litterarische Kenntnisse in der Music.“

1787 gehörte Schall zu den Stiftern der am 1. Dezember 1787 gegründeten Bonner Lesegesellschaft, Anfang 1788 wurde er deren Direktor und übte dieses Amt bis zum 1. April 1789 aus.
Nachdem am 20. Februar 1790 in Wien Kaiser Joseph II., ein Bruder des Bonner Kurfürsten Maximilian Franz, gestorben war, plante die Lesegesellschaft eine Gedenkfeier. Bei den Beratungen wurde der Wunsch geäußert, dass Eulogius Schneider eine Gedächtnisrede halten sollte, und „vor oder nach der Rede etwas Musikalisches aufgeführt würde“. Wie es scheint, erfuhr der 19-jährige Ludwig van Beethoven davon und komponierte daraufhin – nach einem Text des 21-jährigen Severin Anton Averdonk – die Kantate auf den Tod Kaiser Josephs II. (WoO 87). Die Aufführung überforderte aber die Möglichkeiten der Lesegesellschaft. Der damals am Bonner Theater tätige Kapellmeister August Burgmüller, den Beethoven anscheinend wegen einer Aufführung angesprochen hatte, schrieb am 16. Juni 1790 an Clemens August von Schall:

„Im musikalischen Fache hat Bethof eine Sonate auf den Tod Josephs II – der Text ist vom Averdonk – so vollständig verfertigt, daß sie nur von einem hiesigen ganzen, oder deßgleichen Orchester aufgeführt werden kann.“

Die Trauerfeier der Lesegesellschaft hatte ohnehin bereits am 19. März 1790 stattgefunden – ohne Musik. Beethovens Kantate war demnach kein „Auftragswerk“ der Lesegesellschaft, denn in dem Fall hätte sich der Verein gewiss mit dem jungen Komponisten abgestimmt.
Um 1806 zog Schall nach Königswinter und wurde dort mit Dekret vom 18. Dezember 1808 zum Maire (Bürgermeister) ernannt. Am 10. November 1813 gehörte er zu den Gründern des „Freiwilligen Landsturms vom Siebengebürg“, der über 3000 Mitglieder umfasste und die alliierten Truppen im Kampf gegen die französischen Besatzer unterstützte.
Im Alter von 67 Jahren starb Schall am 6. Februar 1814 in Königswinter an Typhus, wahrscheinlich infolge einer Infektion. Er wurde auf dem kurz vor Beginn seiner Amtszeit angelegten Friedhof Am Palastweiher beigesetzt, wo sich seine Grabstätte mit einer im Jahre 2009 ergänzten Gedenktafel bis heute erhalten hat.

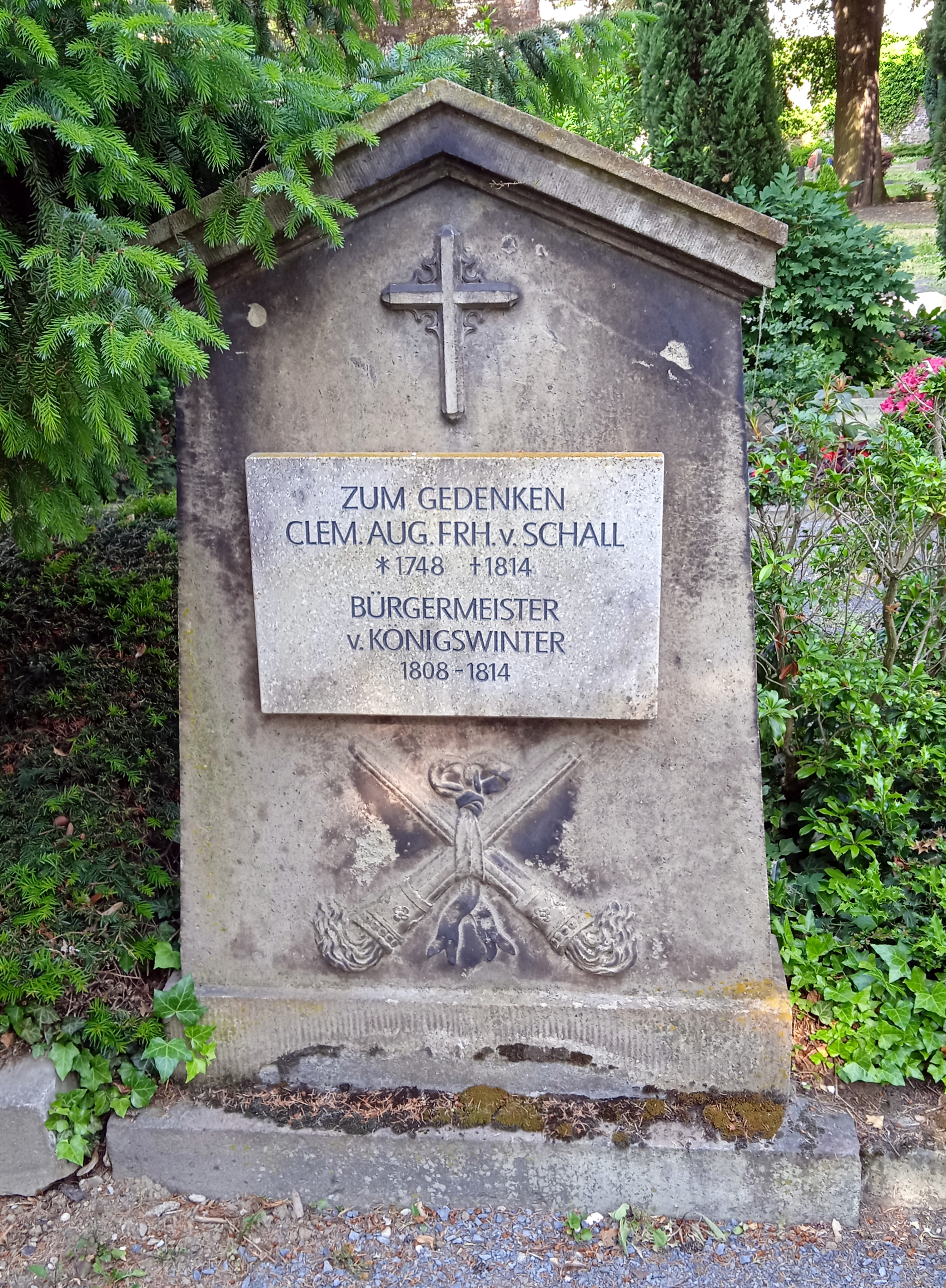
Grabstein von Clemens August von Schall auf dem Friedhof Am Palastweiher

## Familie
- Schall war mit Maria Elisabetha Johanna Dobeler (* 18. Dezember 1767 in Bonn; † 6. November 1851 in Königswinter) verheiratet.
- Er hatte noch einen jüngeren Halbbruder aus der zweiten Ehe seines Vaters mit Augustina Freiin von Schliederer. Er hieß ebenfalls Clemens August von Schall (* 4. Juli 1758; † 16. Dezember 1814 in Wien).

## Schriften (Auswahl)
- Anxgr. Stgrs., Voraussetzung zweier Staaten wovon der erste aus blos rechtschaffenen, der andere aus blos lasterhaften Menschen bestehen soll, in: Beiträge zur Ausbreitung nützlicher Kenntnisse, Nr. 28 vom 18. Oktober 1784, S. 225–229 (Digitalisat)
- Anxgr. stgrs., Das Wesentliche der Politick, in: Beiträge zur Ausbreitung nützlicher Kenntnisse, Nr. 31 vom 8. November 1784, S. 250–252 (Digitalisat)
- Anxgr. stgrs., Ueber zweierlei Art von den Politikern in der Staatskunst angenommer Systemen, in: Beiträge zur Ausbreitung nützlicher Kenntnisse, Nr. 36 vom 14. Dezember 1784, S. 289–292 (Digitalisat)
- v. S....., Schon oft aber noch nie gnug gesagte Wahrheiten über Erziehung, in: Bönnisches Intelligenzblatt, Jg. 5, Nr. 19 vom 7. Mai 1789, S. 148–151 (Digitalisat), Nr. 20 vom 14. Mai 1789, S. 157–159 (Digitalisat)